# Bernice Pauahi Andrews Fernow
Bernice Pauahi Andrews Fernow (* 12. Mai 1881 in Jersey City, New Jersey; † 20. April 1969 ebenda) war eine US-amerikanische Miniaturmalerin.

## Leben
Bernice Pauahi Andrews war die Tochter eines auf den Hawaii-Inseln geborenen Vaters und einer in der Türkei geborenen Mutter. Sie ist Namensvetterin von Bernice Pauahi Bishop (1831–1884), die eine Schulkameradin ihres Vaters und das letzte überlebende Mitglied der hawaiischen Kamehameha-Dynastie war. Sie wuchs in New Jersey und Brooklyn auf und besuchte von 1900 bis 1901 die Cornell University, wo sie bei Olaf M. Brauner (1869–1947) studierte. Anschließend besuchte sie bis 1904 die Art Students League, wo sie vor allem bei Theodora Thayer, aber auch bei Henry Siddons Mowbray, Frank Vincent DuMond, John Henry Twachtman und Irving R. Wiles Unterricht nahm. Im Jahr 1908 heiratete sie Bernhard Edward Fernow, Jr. (1882–1964), einen Ingenieur aus ihrer Klasse an der Cornell University. Von 1910 bis 1923 lebten sie in Milwaukee, dann zogen sie nach Ithaca in New York und 1925 schließlich nach Worcester in Massachusetts. Ab 1929 lehrten sie am Clemson College in Clemson, South Carolina. Bis 1962 lebte Fernow in Wilmington. Obwohl ihre Werke heute nur noch selten zu finden sind, stellte sie in der American Society of Miniature Painters, der Pennsylvania Society of Miniature Painters und der National Academy of Design sowie in bedeutenden Galerien und Museen aus. 1924 hatte sie eine Einzelausstellung an der Cornell University. Sie war Mitglied der Art Students League, in die sie 1903 gewählt wurde, sowie der American Society of Miniature Painters.